# Dirck van Baburen

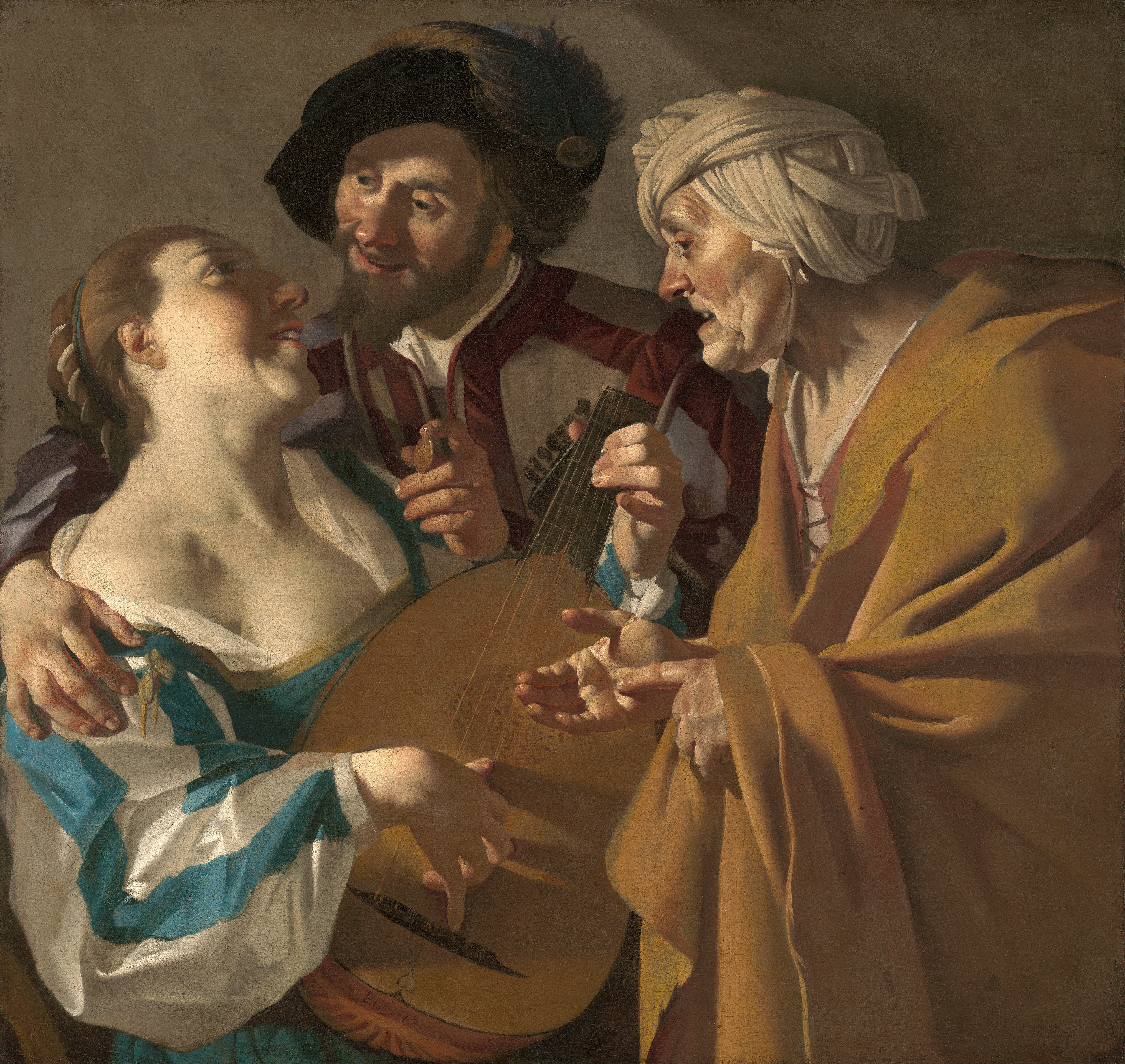
Dirck van Baburen – U stręczycielki, 1622, Museum of Fine Arts w Bostonie

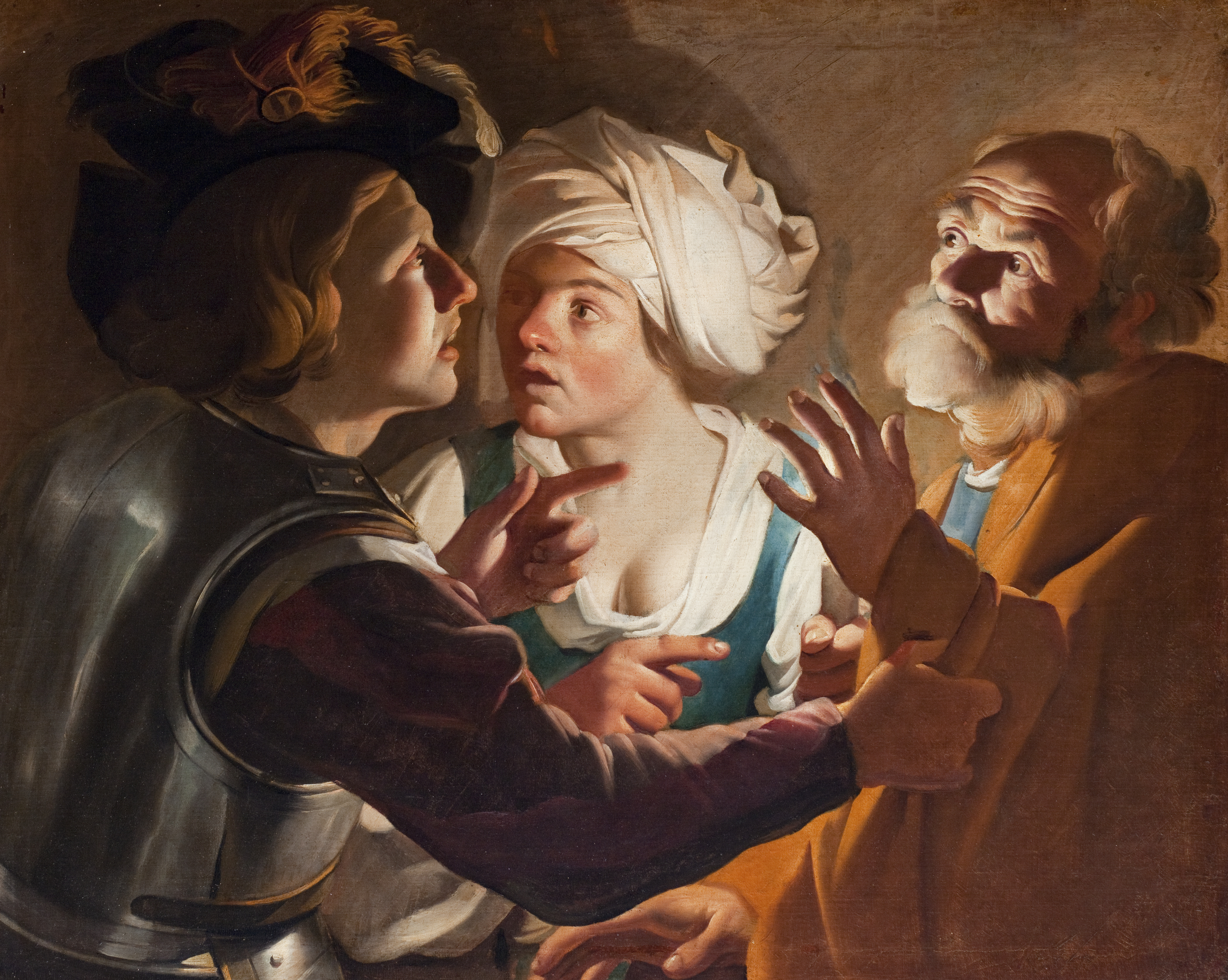
Dirck van Baburen – Zaparcie się Świętego Piotra, 1620–1624, Muzeum Narodowe w Krakowie

Dirck van Baburen (ur. ok. 1592–1593 w Wijk bij Duurstede, zm. 21 lutego 1624 w Utrechcie) –
holenderski malarz okresu baroku, caravaggionista utrechcki.

## Życiorys
Był uczniem manierysty Paulusa Moreelse. Prawdopodobnie przed 1615 wyjechał do Włoch. W 1615 działał przez rok w Parmie, gdzie wykonał ołtarz Męczeństwa św. Sebastiana (1615, niezachowany). W latach 1616–1620 pracował w Rzymie, gdzie uległ wpływom Caravaggia i Carla Saraceniego. W 1617 wraz z Davidem de Haenem wykonał Złożenie do grobu dla Cappella della Pietà rzymskiego kościoła San Pietro in Montorio. Pracował także dla kardynałów Vincenzo Giustinianiego i Scipione Borghese. W Rzymie przystąpił do bractwa Bentvueghels. Do Utrechtu wrócił w 1621 i pozostał tam do końca życia.

## Twórczość
Malował sceny religijne, mitologiczne i rodzajowe. Wykorzystywał mocny światłocień do wydobycia z półmroku intensywnych plam barwnych. Sytuował duże postacie w bliskim planie kompozycyjnym, przeważnie zestawione ciasno na niewielkiej przestrzeni, często ujęte półfiguralnie. Grubą mięsistą farbą sugestywnie odtwarzał fakturę przedmiotów, tkanin i ciał. Często malował na miedzi.
Jeden z obrazów van Baburena – U stręczycielki (1622), który prawdopodobnie należał wówczas do teściowej Jana Vermeera – mógł stać się inspiracją dla mistrza z Delftu do namalowania w 1656 płótna pod takim samym tytułem. Ponadto Vermeer dwukrotnie wykorzystał motyw tegoż obrazu van Baburena, umieszczając go w tle dwóch innych swoich obrazów: Koncert (ok. 1665–1666) i Dziewczyna siedząca przy klawesynie (1673–1675).

## Wybrane dzieła
- Chłopiec grający na drumli (1621) – Utrecht, Centraal Museum
- Chrystus umywa nogi apostołom (ok. 1616) – Berlin, Gemäldegalerie
- Chrystus wśród uczonych (ok. 1622) – Bloomington, Indiana University Art. Museum
- Cierniem koronowanie (1623) – Utrecht, Museum Catharijneconvent
- Heraklit i Demokryt – Kowno, Muzeum Ciurlioniosa
- Koncert (ok. 1623) – Petersburg, Ermitaż
- Pojmanie Chrystusa (ok. 1619) – Rzym, Galeria Borghese
- Prometeusz skowany (1623) – Amsterdam, Rijksmuseum
- U stręczycielki (1622) – Boston, Isabella Stewart Gardner Museum
- Tytus (1622) – Berlin, Zamek Gruenewald
- Zaparcie się Świętego Piotra (1620–1624) – Muzeum Narodowe w Krakowie[4]
- Złożenie do grobu (1617) – Rzym, San Pietro in Montorio